# Ítélet (logika)
George Boole, angol matematikus és filozófus által megalkotott Boole-algebra alapjait csak 1847 tavaszán fejtette ki a(z) Mathematical Analysis of Logic című írásban. Ezt a munkát tökéletlennek tekintette és a(z) "An Investigation of the Laws of Thought, on which are founded the Mathematical Theories of Logic and Probabilities" írásában dolgozta ki a végső formáját. Boole nem tekintette a logikát a matematika ágának, hanem rámutatott az alapvető hasonlóságra az algebrai szimbólumok és a véleménye szerint a logika leírásában használható szimbólumok között. Az ítélet állítást vagy predikátumot jelent.  Claude Shannon, közel 70 évvel később filozófia kutatása közben talált rá George Boole írásaira és implementálta az informatika és elektrotechnika világába a Boole-algebrát.
Néhány példa az ítéletek megfogalmazására, jelekkel való átírására és igazság-táblázataik felírására:
(A [valami] állítások tetszőlegesen implementált állítások, az állítások előtt és között található kulcsszavak segítenek felfedni a két vagy több állítás között lévő kapcsolatokat - relációkat.)
| A | B | A ∧ B |
| - | - | ----- |
| 1 | 1 | 1     |
| 1 | 0 | 0     |
| 0 | 1 | 0     |
| 0 | 0 | 0     |

Konjunkció esetén egyszerű megoldást biztosít, ha észben tartjuk, hogy "A ÉS B" esetén, akkor igaz a kimenetünk ha mindkét állítás, "A" és "B" is igaz.
Állítás (ítéletként megfogalmazva): "Vásárolt egy lakást és elköltözött". A: Vásárolt egy lakást B: elköltözött. Jelekkel: A ∧ B, Konjunkció jelenlétére mutató környezet: "[valami] és  [valami]".
| A | B | A ∨ B |
| - | - | ----- |
| 1 | 1 | 1     |
| 1 | 0 | 1     |
| 0 | 1 | 1     |
| 0 | 0 | 0     |

Diszjunkció esetén egyszerű megoldást biztosít, ha észben tartjuk, hogy "A VAGY B" esetén, akkor hamis a kimenetünk ha mindkét állítás, "A" és "B" is hamis.
Állítás (ítéletként megfogalmazva): "Keressen fel mobiltelefonon, vagy üzenetben." A: Keressen fel mobiltelefonon B: üzenetben. Jelekkel: A ∨ B, Diszjunkció jelenlétére mutató környezet: "[valami], vagy [valami]".
| A | B | A → B |
| - | - | ----- |
| 1 | 1 | 1     |
| 1 | 0 | 0     |
| 0 | 1 | 1     |
| 0 | 0 | 1     |

Implikáció esetén egyszerű megoldást biztosít, ha észben tartjuk, hogy "A IMPLIKÁCIÓ B" esetén, akkor hamis a kimenetünk ha az első állításunk "A" igaz de "B" hamis.
Állítás (ítéletként megfogalmazva): "Ha esik az eső, akkor az út vizes." A: esik az eső, B: az út vizes. Jelekkel: A → B,  Implikáció jelenlétére mutató környezet: "Ha [valami], akkor [valami]".
| A | B | A ⇔ B |
| - | - | ----- |
| 1 | 1 | 1     |
| 1 | 0 | 0     |
| 0 | 1 | 0     |
| 0 | 0 | 1     |

Ekvivalencia esetén egyszerű megoldást biztosít, ha észben tartjuk, hogy "A EKVIVALENCIA B" esetén, akkor igaz a kimenetünk ha az első állításunk "A" illetve "B" egyöntetűen igaz vagy hamis.
Állítás (ítéletként megfogalmazva): "Akkor és csak akkor megyek le az udvarra, ha esni fog az eső." A: Lemegyek az udvarra, B: esni fog az eső. Jelekkel: A ⇔ B, Ekvivalencia jelenlétére mutató környezet: "Akkor és csak akkor[valami], ha [valami]".